# Comperia (insect)
Comperia is een geslacht van vliesvleugeligen uit de familie Encyrtidae. De wetenschappelijke naam van dit geslacht is voor het eerst geldig gepubliceerd in 1942 door Gomes.

## Soorten
- Comperia alfierii (Mercet, 1925)
- Comperia austrina Prinsloo & Annecke, 1978
- Comperia clavata Prinsloo & Annecke, 1978
- Comperia domestica Annecke, 1969
- Comperia faceta Prinsloo & Annecke, 1978
- Comperia hirsuta Annecke, 1969
- Comperia merceti (Compere, 1938)